# Фут, Мэри (художница)
Мэри Фут (англ. Mary Foote, полное имя Mary Hubbard Foote; 1872—1968) — американская художница-портретист.

## Биография

### Семья
Родилась 25 ноября 1872 года в городе Гилфорд, штат Коннектикут, в семье Чарльза Спенсера Фута (1837—1880) и его жены Ханны Хаббард Фут (1840—1885). Её младшая сестра Маргарет Фут тоже стала художницей. После того, как обе девочки и их брат осиротели, Маргарет воспитывала тетя Гарриет Фут Хоули с её мужем, которые жили в Вашингтоне. Мэри забрала к себе другая тетя, которая жила в Хартфорде, штат Коннектикут.
Двоюродной сестрой Мэри Фут была Лилли Джилетт Фут, гувернантка детей Марка Твена; некоторое время Мэри жила в семье писателя и дружила со Сьюзи Клеменс — его старшей дочерью. Также Мэри Фут являлась членом Дочерей американской революции, была праправнучкой генерала Эндрю Уорда (Andrew Ward, 1727—1799), который тоже родился в Гилфорде и был отмечен за храбрость Джорджем Вашингтоном.

### Деятельность
С 1890 года Мэри Фут изучала искусство в Йельской школе искусств. В 1894 году она была удостоена премии Alice Kimball English Prize, учрежденной для поддержки летних путешествий, а в 1897 году — премии William Wirt Winchester Prize, которая была использована для двухлетней учёбы в Европе. Фут отправилась во Францию, где в Париже училась Джона Сарджента. Также была ученицей Фредерика Макмонниса в Академии Кармен в Париже и в Живерни (поэтому сады были предметом многих её работ во Франции). Она создала портрет Макмонниса; среди друзей Мэри были меценат Мэйбл Додж, танцовщица Айседора Дункан, писатели Генри Джеймс и Гертруда Стайн, художники Джеймс Уистлер, Эллен Эммет и Сесилия Бо.
В 1901 году она вернулась в Нью-Йорк и открыла собственную студию на Вашингтон-Сквер-парк, где зарабатывала на жизнь за счет своих портретных заказов — её клиентами были персоны из списка Who’s Who на арт-сцене того времени. Также Мэри писала фигуры, цветы и пейзажи. Её работы выставлялись в Пенсильванской академии изящных искусств наряду с работами других известных художников. В 1913 году она принимала участие в Оружейной выставке. С конца 1926 по начало 1927 года художница жила и работала в Пекине.
В течение 1920-х годов Мэри Фут делила свою студию и имела отношения с Фредериком Макмоннисом. После того, как все закончилось, она впала в глубокую депрессию и обратилась за помощью к американскому врачу Смиту Джеллиффу. В 1927 году Мэри закрыла свою студию, а один из её друзей — художник-постановщик из Нью-Йорка Роберт Эдмонд Джонс посоветовал обратиться за лечением к Карлу Юнгу в Цюрих.
С 1928 по начало 1950-х годов она жила в Цюрихе. Сначала расшифровывая семинары Юнга и редактировала их тексты, затем создавала переплетенные копии для участников его семинаров. В 1930-х годах у Мэри Фут была тайная связь с получившим образование в Гарварде немецким бизнесменом и нацистом Эрнстом Ганфштенглем. В 1950-х годах она вернулась в Коннектикут, где проживала до конца жизни.
Умерла 28 января 1968 года в родном городе и была похоронена на кладбище Foote-Ward Cemetery. В некрологе было указано, что она являлась «секретаршей» Юнга.
Некоторые документы, относящиеся к Мэри Фут документы хранятся в библиотеке Йельского университета.

Некоторые работы
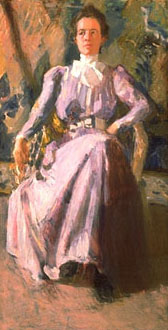
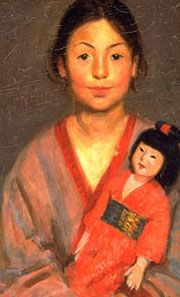
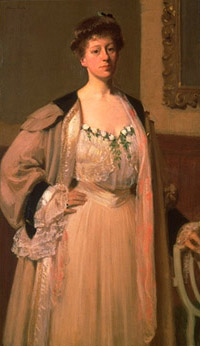